# Йирикян, Ральф Сезарович
Ральф Сезарович Йирикян (арм. Ռալֆ Յիրիկյան; род. 16 ноября 1967 года, Бейрут, Ливан) — армянский предприниматель, меценат и генеральный директор компании Ucom. С 2004 по 2022 год был генеральным директором VivaCell-MTS. С 2023 года генеральный директор компании Ucom.

## Биография
Ральф Сезарович Йирикян родился 16 ноября 1967 года в Бейруте. В 1991 году окончил Американский университет Бейрута со степенью бакалавра экономики. В 1992 году Йирикян получил также степень бакалавра в сфере бизнес-администрации в том же университете.
В 1991—1992 годах работал в библиотеке «Джафет» Американского университета в Бейруте в качестве ассистента департамента архивации
и документирования, а позже, как компьютерный оператор в ливанской компании «Джордж Матта». В 1993 году работал исполнительным секретарем «Al Maha Group Holdings» в Катаре, а также в качестве помощника советника в компании «Nasser, Ghattas and Co» на Кипре.
С 1994 по 1996 год был главой администрации и отдела кадров в «Al Maha Group Holdings». В 1997—1999 годах был главой администрации и отдела обслуживания клиентов в компании «Nasser, Ghattas and Co». В период между 1999 и 2001 годами являлся главой администрации в компании «LibanCell» в Ливане.
С ноября 2004 по июнь 2022 г. Йирикян являлся генеральным директором компании Viva-МТС (ЗАО «МТС Армения»).
Viva-МТС является первым оператором мобильной связи, который получил разрешение от КРОУ на использование радиочастот для создания 4G LTE (Long-Term Evolution) сети.
Йирикян выступал в многочисленных академических, деловых и технологических институтах и форумах.
Награждён орденами «За заслуги перед Отечеством» 2 степени (11.09.2017), Почёта (03.09.2011), медалью Мовсеса Хоренаци (18.09.2008), другими медалями. Почётный гражданин Еревана (2017).
Ушел из компании Viva-МТС 15 июня 2022 года, на смену ему назначен Армен Аветисян, ранее занимавший должность вице президента МТС по направлению IoT и индустриальная автоматизация.
В марте 2023 года Йирикян был назначен генеральным директором Ucom.

## Список научных степеней, государственных наград (медалей)
- Орден Почёта (3 сентября 2011 года) — по случаю 20-летия независимости Республики Армения, за значительный вклад, внесённый в защиту национальных интересов и проявленную неизменную преданность делу, оказанные Республике Армения услуги, многолетнюю и плодотворную деятельность во имя нации[6]
- Орден «За заслуги перед Отечеством» II степени (11 сентября 2017 года) — по случаю Дня Независимости Республики Армения за вклад в развитие экономики, а также за активную общественную и благотворительную деятельность[5]
- Медаль Мовсеса Хоренаци (18 сентября 2008 года) — по случаю 17-летия независимости Республики Армения, за содействие сфере науки, образования и культуры[7]
- Орден «Месроп Маштоц»[арм.] (Нагорно-Карабахская республика)
- Медаль «Анания Ширакаци»[арм.] (Нагорно-Карабахская республика)
- Медаль Жукова (Россия)
- Правительственная медаль РФ Валерия Брюсова «За большой вклад в развитие российско-армянских гуманитарных и культурных связей»
- Орден «Президентский щит Ливанской Республики» от президента Ливана Мишеля Сулеймана (2011 год, Ливан) — в знак признания исключительных достижений в сфере бизнеса и управления, в частности за значительный вклад в применение гуманитарного подхода в управлении бизнесом и внедрение и укрепление новой культуры управления[11]
- Памятная медаль премьер-министра РА
- Памятная медаль Ральфу Йирикяну от премьер-министра Нагорно-Карабахской республики
- Почетная награда “Григор Лусаворич” от Католикоса всех армян
- Почетная медаль Национального Собрания РА
- Почетная награда “Гарегин Нжде” от Министра обороны
- Бриллиантовый орден “Рыцарь Манташянца” от Министерства культуры РА и кинофестиваля “Золотой Абрикос”
- Почетная серебряная медаль “Рыцарь Манташянца”
- Орден Петра Великого I-ой степени
- Золотая медаль от Армянского Национального Олимпийского Комитета
- Почетная золотая медаль “Рыцарь Манташянца”
- Диплом о награждении Президиумом Российской инженерной академии знаком и почётным званием Заслуженного инженера России
- Медаль Тиграна II Великого
- Платиновая медаль “Рыцарь Манташянца”
- Медаль им. Акопа Мегапарта
- Медаль Адмирала Исакова от Министерства Обороны РА
- Медаль «Вазген Саргсян» от министерства обороны РА
- Юбилейная медаль “20 лет вооруженным силам РА” от Министерства     Обороны РА
- Медаль “Андраник Озанян” от Министерства Обороны РА
- Медаль “Драстамат Канаян” от Министерства Обороны Республики Армения
- Золотая медаль Министерства культуры РА
- Диплом и медаль «Григор Нарекаци» от Министерства культуры РА
- Золотая медаль по приказу Министра по защите окружающей среды РА
- Золотая медаль Министерства Образования и Науки РА
- Золотая медаль Министерства сельского хозяйства РА «За  вклад в развитие сельского хозяйства»
- Медаль «Погос Нубар» от Министерства Диаспоры РА
- Памятная медаль министра транспорта и связи РА
- Золотая медаль от Министерства спорта и по делам молодежи РА
- «Медаль Армии Обороны Нагорно-Карабахской Республики» от министра обороны Нагорно-Карабахской Республики
- Медаль Полиции в знак признательности за сотрудничество
- Медаль “Поддержка в борьбе” от начальника полиции РА
- Золотая медаль «Эмблема города Ереван» от мэра г. Ереван
- Золотая медаль мэра города Ереван по случаю 2976-летия города Ереван
- Медаль и почётная грамота губернатора Араратского марза
- Золотая медаль Национальной Академии Наук РА
- Медаль Союза театральных деятелей Армении
- Памятная золотая медаль “Крестоносец”, от Совета культурно-общественной организации “Крестоносец”
- Памятная медаль “Приверженец сострадания” от Совета попечителей Армянского Фонда Фритьофа Нансена
- Медаль “Католикос всех армян Вазген I” от культурно-образовательного центра “Маштоц”
- Золотая медаль музея-института Геноцида армян, которой награждаются благодетели и друзья музея-института
- Почетная медаль от Всемирного Комитета Всеармянских игр
- Памятная медаль «Летчик-космонавт СССР, дважды Герой Советского Союза, Виктор Васильевич Горбатко»
- Золотая медаль “Лауреат премии им. Арно Бабаджаняна”
- Золотая медаль и диплом от Союза Промышленников и Предпринимателей (Работодателей) Армении
- Золотая медаль Арцахского Государственного Университета
- Медаль имени Авроры Мардиганян от Музея-института геноцида армян
- Медаль “Золотой Арагац” от благотворительной общественной организации “Евразия”
- Медаль Вудро Вильсон первой степени от президиума Национальной академии наук государства Западной Армении
- Медаль почётного гражданина г. Степанакерт, НКР
- Медаль «Первый космонавт Земли Ю.А. Гагарин»
- Эмблема Вооруженных Сил Армении
- Монета Арташеса I от Министра Обороны Республики Армении
- Звание Почетного доктора Горисского государственного университета, решением Ученого Совета
- Звание Почетного Доктора Армянского Отделения Российской Академии Естественных Наук
- Звание почетного академика Европейской академии естественных наук, (Ганновер, Германия)
- Почетное звание профессора Армянского государственного института     физической культуры, по решению ученого совета института
- Почетный гражданин г. Ванадзор
- Звание «Почётный гражданин Еревана» присвоено Ральфу Йирикяну по решению Совета старейшин Еревана
- Звание почетного гражданина города Мартакерт Нагорно-Карабахской республики
- Решением Совета     попечителей “Армянского реестра доноров костного мозга” признан ЧЕЛОВЕКОМ     ГОДА
- Почетная грамота «Большой друг» Национального Онкологического Центра
- Звание почетного члена     президиума Национальной Академии Потребителей Армении
- Победитель в номинации “Национальный лидер корпоративной     ответственности” в рамках общенациональной премии «Бренд года»
- Почетная премия “За     социально-значимую деятельность” от Лондонского Совета попечителей     Культурного союза им. Текеяна
- Премия за содействие в     реализации телевизионных проектов
- «Премия за трудоустройство и создание соответствующих условий труда     для людей с ограниченными возможностями» от НПО «Миссия Восток» и «Мост     надежды», а также от Министерства труда и социальных вопросов РА
- Премия «Лучшая культура обслуживания» от Национальной ассоциации     потребителей
- Первое место в номинации “Общественный деятель года”, Центр     “Аналитика”
- Награда “Меркурий” по решению Торгово-промышленной палаты Республики     Армения
- Премия «Бизнес-личность  года»     Ральфу Йирикяну (третья церемония награждения Армянской торговой сети)
- Премия “Бизнес-лидерство” учрежденная Школой Бизнеса и Менеджмента     Американского университета Армении
- Сертификат почетного     гражданина г.Шуши, НКР
- Сертификат почетного     гражданина г. Егегнадзор, район Вайоц Дзор
- Сертификат почетного     гражданина с.Урцадзор, Араратский марз
- Сертификат почетного     гражданина общины Зовабер, Гегаркуникский марз
- Сертификат почетного     гражданина г. Дилиджан, Тавушский марз
- Сертификат почетного     гражданина с.Мовсес, Тавушский марз
- Сертификат Армянского     астрономического общества. Сертификат вручен в рамках     Международного года астрономии
- Грамота от газеты     «Иравунк» как лучшему деятелю в области экономики в Армении
- Экологическая премия от World Land Trust
- Специальная грамота от Национальной     ассоциации потребителей
- Сертификат почетного     гражданина г. Егегнадзор, район Вайоц Дзор
- Специальный сертификат     отличия от Logos EXPO  за     предоставление высококачественных услуг населению
- Сертификат «За активную деятельность в деле борьбы против ВИЧ/СПИД»     от Группы по Борьбе против СПИД
- Сертификат “Благодетель года”, политическо-социальная премия “АС”
- Сертификат от Международной Академии Информатизации (Монреальский     головной офис, Канада), Ральфу Йирикяну – Почетному члену Академии
- Диплом иностранного члена Российской инженерной академии
- Почетный диплом Ральфу Йирикяну от президента Международной     Инженерной Академии Российской Федерации Б. В. Гусева в знак признания     крупного вклада в развитие информационных систем и телекоммуникаций
- Благодарственная грамота     за содействие, оказанное Музею-институту Геноцида Армян
- Свидетельство от IUCN NL Свидетельство от Фонда охраны дикой природы и культурных ценностей (FPWC)
- Памятная медаль «Герб Еревана» (2011 год)[12]